# Molly Sims
Molly Sims (Murray, Kentucky, 25 de maig de 1973) és una model i actriu de televisió nord-americana. És coneguda pel seu paper com Delinda Deline en la sèrie de televisió Las Vegas. Ha aparegut en campanyes de diverses marques importants com Jimmy Choo, Escada, Giorgio Armani, Michael Kors i Chanel. Va participar com a model en l'edició de vestits de bany de Sports Illustrated a principis de la dècada de 2000 i va caminar a la passarel·la de la desfilada anual de Victoria's Secret en 2001.
Molly Sims va néixer a Murray, Kentucky. És filla de Jim i Dottie Sims. Ella és d'ascendència alemanya per part de la seva mare i anglesa i cherokee per part del seu pare. Va estudiar durant els seus primers anys a Murray High School, després de graduar-se va estudiar 2 anys a la Universitat Vanderbilt amb la finalitat de poder estudiar ciències polítiques, però ho va deixar en 1993 quan tenia 19 anys per dedicar-se a la indústria de la moda. Durant el temps que va passar a la universitat va ser membre de Delta Delta Delta.
Durant els seus primers anys com a model, va aparèixer a la portada de Vogue Espanya l'abril de 1997 i a Vogue Paris el setembre de 1999.
Durant l'any 2001 es va convertir en la imatge oficial de Old Navy, aquell mateix any va desfilar per la passarel·la de Victoria's Secret Fashion. Així mateix, també a estat en altres passarel·les com la de Veronique Leroy, Jerome L'Huillier, Givenchy, Ann Demeulemeester i Emanuel Ungaro Show.
Entre el 2000 i el 2002 va aparèixer al programa de la MTV "House of Style" com a amfitriona. A més, ha aparegut en la sèrie Las Vegas realitzant el paper de Delinda Deline durant les 5 temporades consecutives que ha estat en antena. Molly Sims va participar com a convidada en diversos programes com Crossing Jordan, The Twilight Zone, Andy Richter Controls the Universe, Royal Pains, Wedding Band i Men en el trabajo. També ha participat en diverses pelicules com The Benchwarmers (2006),Yes Man (2008), The Pink Panther 2 (2009) i Fired Up! (2009).
Va ser parella de l'actor de Sense Rastre, Enrique Murciano. Actualment, Molly Sims està casada amb el productor de cine estatunidenc Scott Stumber i els dos tenen tres fills.

## Filmografia
| Any       | Pel·lícula             | Personatge                      | Notes                          |
| --------- | ---------------------- | ------------------------------- | ------------------------------ |
| 2000      | House of Style         | Ella mateixa                    | TV                             |
| 2003      | The Twilight Zone      | Janet Tyler                     | Capítol: "Eye of the Beholder" |
| 2004      | Starsky & Hutch        | Mrs. Feldman                    | Pel·lícula                     |
| 2006      | The Benchwarmers       | Liz                             | Pel·lícula                     |
| 2007      | Punk'd                 | Ella mateixa                    | 1 de maig de 2007              |
| 2003–2008 | Las Vegas              | Delinda Deline                  | Sèrie de TV                    |
| 2003–2008 | Crossing Jordan        | Delinda Deline – Estel convidat | Sèrie de TV                    |
| 2008      | Yes Man                | Stephanie                       | Pel·lícula                     |
| 2008      | Jizz in My Pants       |                                 | Curtmetratge de comèdia        |
| 2009      | La Pantera Rosa 2      | Marguuerite                     | Pel·lícula                     |
| 2009      | Fired Up               | Diora                           | Pel·lícula                     |
| 2010      | Venus & Vegas          | Angie                           | Pel·lícula                     |
| 2010      | The Rachel Zoe Project | Ella mateixa                    | Reality de TV                  |
| 2011      | Project Accessory      | Ella mateixa                    | Reality de TV                  |
| 2012      | Royal Pains            | Grace                           | Sèrie de TV                    |
| 2013      | The Carrie Diaries     | Vicki Donovan                   | Sèrie de TV                    |
| 2014      | Men at Work            | Kelly                           | Sèrie de TV                    |
| 2020      | L'altra Missy          | Melissa                         |                                |